# Molise
Molise är en region i mellersta Italien. Regionen hade cirka 290 800 invånare (2022), på en yta av 4 460 km². Befolkningstalet gör regionen till Italiens näst minsta, efter Aostadalen. Huvudort är Campobasso. Regionen delas in i de två provinserna Campobasso och Isernia som i sin tur är indelade i sammanlagt 136 kommuner. Norr om Molise ligger regionen Abruzzo, som fram till 1963 tillhörde samma region, Abruzzi e Molise.